# L'invenzione della poesia. Le lezioni americane
L'invenzione della poesia. Le lezioni americane è un saggio scritto da Jorge Luis Borges.

## Edizioni in italiano
- Jorge Luis Borges; L'invenzione della poesia: le lezioni americane, a cura di Calin-Andrei Mihailescu, traduzione di Vittoria Martinetto e Angelo Morino, Mondadori, Milano 2001